# Canton de Lagnieu
Le canton de Lagnieu est une circonscription électorale française située dans le département de l'Ain en région Auvergne-Rhône-Alpes.
À la suite du redécoupage cantonal de 2014, les limites territoriales du canton sont remaniées. Le nombre de communes du canton passe de 13 à 26.

## Géographie
Ce canton est organisé autour de Lagnieu dans l'arrondissement de Belley. Son altitude varie de 185 m à Loyettes à 1 064 m à Souclin pour une altitude moyenne de 249 m.

## Histoire
Le canton de Lagnieu a été créé en 1801.
Un nouveau découpage territorial de l'Ain (département) entre en vigueur à l'occasion des élections départementales de mars 2015, défini par le décret du 13 février 2014, en application des lois du 17 mai 2013 (loi organique 2013-402 et loi 2013-403). Les conseillers départementaux sont, à compter de ces élections, élus au scrutin majoritaire binominal mixte. Les électeurs de chaque canton élisent au Conseil départemental, nouvelle appellation du Conseil général, deux membres de sexe différent, qui se présentent en binôme de candidats. Les conseillers départementaux sont élus pour six ans au scrutin binominal majoritaire à deux tours, l'accès au second tour nécessitant 12,5 % des inscrits au premier tour. En outre la totalité des conseillers départementaux est renouvelée. Ce nouveau mode de scrutin nécessite un redécoupage des cantons dont le nombre est divisé par deux avec arrondi à l'unité impaire supérieure si ce nombre n'est pas entier impair, assorti de conditions de seuils minimaux. Dans l'Ain, le nombre de cantons passe ainsi de 43 à 23. Le nombre de communes du canton de Lagnieu passe de 13 à 26.
Le nouveau canton de Lagnieu est formé de communes des anciens cantons de Lhuis (11 communes), de Lagnieu (11 communes) et de Meximieux (4 communes).
Avec ce redécoupage administratif, le territoire du canton s'affranchit des limites d'arrondissements, avec 22 communes incluses dans l'arrondissement de Belley et 4 dans l'arrondissement de Bourg-en-Bresse. Le bureau centralisateur est situé à Lagnieu.

## Représentation

### Conseillers départementaux depuis 2015
| Période élective | Période élective | Mandat | Mandat   | Identité                  | Nuance | Nuance | Qualité                                                     |
| ---------------- | ---------------- | ------ | -------- | ------------------------- | ------ | ------ | ----------------------------------------------------------- |
| 2015             | 2021             | 2015   | 2021     | Charles de La Verpillière |        | LR     | Député                                                      |
| 2015             | 2021             | 2015   | 2021     | Viviane Vaudray           |        | DVD    | Infirmière libérale à Lhuis (adjointe au maire depuis 2020) |
| 2021             | 2028             | 2021   | en cours | Charles de La Verpillière |        | LR     | Conseiller sortant                                          |
| 2021             | 2028             | 2021   | en cours | Viviane Vaudray           |        | DVD    | Conseillère sortante                                        |

#### Élections de mars 2015
À l'issue du premier tour des élections départementales de 2015, deux binômes sont en ballottage : Charles de La Verpillière et Viviane Vaudray (Union de la Droite, 43,97 %) et Annick Prieur et Georges Sigrist (FN, 30,07 %). Le taux de participation est de 49 % (11 322 votants sur 23 105 inscrits) contre 48,99 % au niveau départemental et 50,17 % au niveau national.
Au second tour, Charles de La Verpillière et Viviane Vaudray (Union de la Droite) sont élus avec 67,01 % des suffrages exprimés et un taux de participation de 47,99 % (6 825 voix pour 11 092 votants et 23 112 inscrits).

#### Élections de juin 2021
Le premier tour des élections départementales de 2021 est marqué par un très faible taux de participation (33,26 % au niveau national). Dans le canton de Lagnieu, ce taux de participation est de 32,58 % (8 008 votants sur 24 579 inscrits) contre 31,48 % au niveau départemental. À l'issue de ce premier tour, deux binômes sont en ballottage : Charles de La Verpillière et Viviane Vaudray (Union à droite, 62,13 %) et Isabel Durante et Edmond Marqueyrol (RN, 21,43 %).
Le second tour des élections est marqué une nouvelle fois par une abstention massive équivalente au premier tour. Les taux de participation sont de 34,3 % au niveau national, 31,83 % dans le département et 31,8 % dans le canton de Lagnieu. Charles de La Verpillière et Viviane Vaudray (Union à droite) sont élus avec 76,59 % des suffrages exprimés (5 508 voix pour 7 818 votants et 24 584 inscrits),.

### Période antérieure à 2015

#### Conseillers généraux de 1833 à 2015
| Période | Période      | Identité                                                                       | Étiquette              | Qualité |
| ------- | ------------ | ------------------------------------------------------------------------------ | ---------------------- | --- |
| 1833    | 1843 (décès) | Jean-Marie Compagnon de La Servette                                            | Majorité ministérielle | Propriétaire, maire de Leyment Député (1822-1823, 1824-1827) |
| 1843    | 1865 (décès) | Comte Marc-Antoine-César Yon de Jonage                                         | Majorité dynastique    | Ancien garde du corps du Roi Propriétaire du château de la Durandière Maire de Saint-Sorlin-en-Bugey, ancien conseiller d'arrondissement Député (1852-1865) Président du Conseil Général |
| 1865    | 1870         | Comte André Yon de Jonage                                                      |                        | Propriétaire à Saint-Sorlin-en-Bugey |
| 1870    | 1874         | Abel Joseph Compagnon de La Servette (petit-fils de Jean-Marie de la Servette) |                        | Chef de bataillon de la Garde mobile de l'Ain, officier de cavalerie, propriétaire maire de Leyment, conseiller d'arrondissement                                                         |
| 1874    | 1898         | Achille Méhier                                                                 | Gauche                 | Médecin à Lagnieu |
| 1898    | 1904         | Evariste Clermidy                                                              | Conservateur           | Notaire à Lagnieu |
| 1904    | 1906 (décès) | Victor Sourd                                                                   | Rad.                   | Maire de Villebois, conseiller d'arrondissement |
| 1906    | 1913 (décès) | Alphonse Barthod                                                               | Rad.                   | Négociant à Lagnieu |
| 1913    | 1940         | Jean Gigodot (1859-1945)                                                       | RG                     | Industriel puis rentier Maire de Villebois |
|         |              |                                                                                |                        | |
| 1945    | 1951         | Georges Lacroisille                                                            | PCF                    | Comptable Maire de Lagnieu |
| 1951    | 1958 (décès) | Emile Guichard (1886-1958)                                                     | DVD                    | Industriel Maire de Loyettes (1947-1949) |
| 1958    | 1988         | Guy de La Verpillière                                                          | RI puis UDF-PR         | Agriculteur Député (1967-1980) - Sénateur (1980-1989) Maire de Lagnieu (1963-1995) |
| 1988    | 2015         | Charles de La Verpillière                                                      | UDF-PR puis UMP        | Conseiller d'Etat Député (2007-2022) Maire de Lagnieu (1995-2004) Président du Conseil général (2004-2008)                                                                               |

#### Conseillers d'arrondissement (de 1833 à 1940)
| Période                                  | Période      | Identité                                         | Étiquette                | Qualité |
| ---------------------------------------- | ------------ | ------------------------------------------------ | ------------------------ | --- |
| 1833                                     | 1836         | Charles Chossat de Saint-Sulpice (1797-1867)     |                          | Ancien Sous-Préfet, propriétaire à Proulieu                                                                 |
| 1836                                     | 1839         | Comte Marc-Antoine-César Yon de Jonage           | Royaliste                | Propriétaire à Saint-Sorlin-en-Bugey                                                                        |
| 1839                                     | 1866 (décès) | Charles Leclerc de La Verpillière (1800-1866)    |                          | Propriétaire, maire de Lagnieu                                                                              |
| 1866                                     | 1871         | Abel Joseph Compagnon de La Servette (1835-1892) |                          | Ancien officier de cavalerie, maire de Leyment                                                              |
| 1871                                     | 1877         | M. Galliot                                       |                          | Maire de Villebois                                                                                          |
| 1877                                     |              | Camille Eugène Chambre (1830-1896)               |                          | Avoué à Bourg                                                                                               |
|                                          |              |                                                  |                          | |
| av.1887                                  | 1904         | Victor Sourd                                     | Républicain              | Maire de Villebois, suppléant du juge de paix                                                               |
| 1904                                     | 1907         | Alphonse Barthod                                 | Républicain              | Négociant à Lagnieu                                                                                         |
| 1907                                     | 1913         | Pierre Joseph François Michaille (1869-1961)     | Républicain progressiste | Propriétaire, conseiller municipal de Villebois                                                             |
| 1913                                     | 1919         | Auguste Allégret                                 | Radical                  | Propriétaire, maire de Vaux-en-Bugey                                                                        |
| 1919                                     | 1925         | Louis Ballet                                     | Libéral                  | Rentier, maire d'Ambutrix                                                                                   |
| 1925                                     | 1940         | Jean-Marie Mugnier                               | Radical                  | Adjoint, puis maire de Lagnieu                                                                              |
| 1940                                     |              |                                                  |                          | Les conseils d'arrondissement ont été suspendus par la loi du 12 octobre 1940 et n'ont jamais été réactivés |
| Les données manquantes sont à compléter. |              |                                                  |                          | |

Source : Journal Le Courrier de l'Ain sur le site des archives départementales.

## Composition

Localisation du canton dans l'Ain avant 2015

### Composition avant 2015
Le canton de Lagnieu regroupait treize communes.
| Nom                   | Code Insee | Codepostal | Superficie (km2) | Population (dernière pop. légale) | Densité (hab./km2) |
| --------------------- | ---------- | ---------- | ---------------- | --------------------------------- | ------------------ |
| Lagnieu (chef-lieu)   | 01202      | 01150      | 27,25            | 6 789 (2012)                      | 249                |
| Ambutrix              | 01008      | 01500      | 5,22             | 739 (2012)                        | 142                |
| Blyes                 | 01047      | 01150      | 9,32             | 915 (2012)                        | 98                 |
| Chazey-sur-Ain        | 01099      | 01150      | 21,95            | 1 555 (2012)                      | 71                 |
| Leyment               | 01213      | 01150      | 14,18            | 1 257 (2012)                      | 89                 |
| Loyettes              | 01224      | 01360      | 21,28            | 3 004 (2012)                      | 141                |
| Sainte-Julie          | 01366      | 01150      | 11,15            | 934 (2012)                        | 84                 |
| Saint-Sorlin-en-Bugey | 01386      | 01150      | 9,07             | 1 068 (2012)                      | 118                |
| Saint-Vulbas          | 01390      | 01150      | 21,44            | 1 011 (2012)                      | 47                 |
| Sault-Brénaz          | 01396      | 01150      | 5,61             | 1 029 (2012)                      | 183                |
| Souclin               | 01411      | 01150      | 13,19            | 263 (2012)                        | 20                 |
| Vaux-en-Bugey         | 01431      | 01150      | 8,22             | 1 200 (2012)                      | 146                |
| Villebois             | 01444      | 01150      | 14,46            | 1 158 (2012)                      | 80                 |

### Composition à partir de 2015
Le nouveau canton de Lagnieu comprend vingt-six communes entières à sa création en 2015.
Il passe à vingt-cinq en 2016 à la suite de la fusion de Groslée et Saint-Benoît en commune nouvelle de Groslée-Saint-Benoit.
À la suite du décret du 5 mars 2020, la commune de Groslée-Saint-Benoit est entièrement rattachée au canton de Belley.
| Nom                             | Code Insee | Intercommunalité         | Superficie (km2) | Population (dernière pop. légale) | Densité (hab./km2) | Modifier                                    |
| ------------------------------- | ---------- | ------------------------ | ---------------- | --------------------------------- | ------------------ | ------------------------------------------- |
| Lagnieu (bureau centralisateur) | 01202      | CC de la Plaine de l'Ain | 27,25            | 7 321 (2022)                      | 269                | modifier les données · modifier les données |
| Bénonces                        | 01037      | CC de la Plaine de l'Ain | 15,33            | 311 (2022)                        | 20                 | modifier les données · modifier les données |
| Blyes                           | 01047      | CC de la Plaine de l'Ain | 9,32             | 1 351 (2022)                      | 145                | modifier les données · modifier les données |
| Briord                          | 01064      | CC de la Plaine de l'Ain | 12,29            | 1 102 (2022)                      | 90                 | modifier les données · modifier les données |
| Charnoz-sur-Ain                 | 01088      | CC de la Plaine de l'Ain | 6,62             | 925 (2022)                        | 140                | modifier les données · modifier les données |
| Chazey-sur-Ain                  | 01099      | CC de la Plaine de l'Ain | 21,95            | 1 613 (2022)                      | 73                 | modifier les données · modifier les données |
| Innimond                        | 01190      | CC de la Plaine de l'Ain | 13,44            | 92 (2022)                         | 6,8                | modifier les données · modifier les données |
| Leyment                         | 01213      | CC de la Plaine de l'Ain | 14,18            | 1 417 (2022)                      | 100                | modifier les données · modifier les données |
| Lhuis                           | 01216      | CC de la Plaine de l'Ain | 24,43            | 891 (2022)                        | 36                 | modifier les données · modifier les données |
| Lompnas                         | 01219      | CC de la Plaine de l'Ain | 12,69            | 162 (2022)                        | 13                 | modifier les données · modifier les données |
| Loyettes                        | 01224      | CC de la Plaine de l'Ain | 21,28            | 3 468 (2022)                      | 163                | modifier les données · modifier les données |
| Marchamp                        | 01233      | CC de la Plaine de l'Ain | 13,11            | 135 (2022)                        | 10                 | modifier les données · modifier les données |
| Montagnieu                      | 01255      | CC de la Plaine de l'Ain | 6,22             | 684 (2022)                        | 110                | modifier les données · modifier les données |
| Ordonnaz                        | 01280      | CC de la Plaine de l'Ain | 14,88            | 146 (2022)                        | 9,8                | modifier les données · modifier les données |
| Saint-Jean-de-Niost             | 01361      | CC de la Plaine de l'Ain | 14,19            | 1 862 (2022)                      | 131                | modifier les données · modifier les données |
| Saint-Maurice-de-Gourdans       | 01378      | CC de la Plaine de l'Ain | 25,39            | 2 826 (2022)                      | 111                | modifier les données · modifier les données |
| Saint-Sorlin-en-Bugey           | 01386      | CC de la Plaine de l'Ain | 9,07             | 1 140 (2022)                      | 126                | modifier les données · modifier les données |
| Saint-Vulbas                    | 01390      | CC de la Plaine de l'Ain | 21,44            | 1 229 (2022)                      | 57                 | modifier les données · modifier les données |
| Sainte-Julie                    | 01366      | CC de la Plaine de l'Ain | 11,15            | 1 092 (2022)                      | 98                 | modifier les données · modifier les données |
| Sault-Brénaz                    | 01396      | CC de la Plaine de l'Ain | 5,61             | 1 007 (2022)                      | 180                | modifier les données · modifier les données |
| Seillonnaz                      | 01400      | CC de la Plaine de l'Ain | 9,59             | 136 (2022)                        | 14                 | modifier les données · modifier les données |
| Serrières-de-Briord             | 01403      | CC de la Plaine de l'Ain | 8,03             | 1 329 (2022)                      | 166                | modifier les données · modifier les données |
| Souclin                         | 01411      | CC de la Plaine de l'Ain | 13,19            | 263 (2022)                        | 20                 | modifier les données · modifier les données |
| Villebois                       | 01444      | CC de la Plaine de l'Ain | 14,46            | 1 200 (2022)                      | 83                 | modifier les données · modifier les données |
| Villieu-Loyes-Mollon            | 01450      | CC de la Plaine de l'Ain | 15,91            | 3 831 (2022)                      | 241                | modifier les données · modifier les données |
| Canton de Lagnieu               | 0111       |                          | 361,02           | 35 533 (2022)                     | 98                 | modifier les données                        |

## Démographie

### Démographie avant 2015
| 1962  | 1968   | 1975   | 1982   | 1990   | 1999   | 2006   | 2011   | 2012   |
| ----- | ------ | ------ | ------ | ------ | ------ | ------ | ------ | ------ |
| 8 972 | 10 569 | 13 145 | 13 710 | 15 876 | 17 033 | 19 333 | 20 604 | 20 922 |

### Démographie depuis 2015
En 2022, le canton comptait 35 533 habitants, en évolution de +6,29 % par rapport à 2016 (Ain : +5,15 %, France hors Mayotte : +2,11 %).
| 2013   | 2018   | 2022   |
| ------ | ------ | ------ |
| 32 494 | 34 098 | 35 533 |